# Nasser Saleh
Nasser Saleh (Lanzarote, 19 dicembre 1992) è un attore spagnolo, di origine marocchina.

## Filmografia parziale

### Cinema
- Biutiful, regia di Alejandro G. Iñárritu (2010)
- No habrá paz para los malvados, regia di Enrique Urbizu (2011)
- Verbo, regia di Eduardo Chapero-Jackson (2011)
- Gli amanti passeggeri (Los amantes pasajeros), regia di Pedro Almodóvar (2013)
- Zona ostile (Zona hostil), regia di Adolfo Martínez Pérez (2017)

### Televisione
- Hablan, kantan, mienten - serie TV, 44 episodi (2008-2009)
- La pecera de Eva - serie TV, 60 episodi (2010)
- Fisica o chimica (Física o química) - serie TV, 30 episodi (2010-2011)
- Imperium - serie TV, 6 episodi (2012)
- Il Principe - Un amore impossibile (El Príncipe) - serie TV, 4 episodi (2014)
- La gloria e l'amore (Tiempos de guerra) - serie TV, 2 episodi (2017)
- Desaparecidos - serie TV, 8 episodi (2022)